# سنت هلنا (۱۸۱۴)
سنت هلنا (۱۸۱۴) (به انگلیسی: St Helena (1814)) یک کشتی بود که طول آن ۷۵ فوت ۷ ۳⁄۴ اینچ (۲۳٫۰۵۷ متر) بود. این کشتی در سال ۱۸۱۴ ساخته شد.